# Cryptocephalus biledjekensis
Cryptocephalus biledjekensis – gatunek chrząszcza z rodziny stonkowatych i podrodziny Cryptocephalinae.
Gatunek ten został opisany w 1909 roku przez Maurice'a Pica jako Cryptocephalus cribratus var. biledjekensis.
Wykazany z Bułgarii, Turcji i Syrii.